# Sandefjord Fotball
Maillots
Actualités
Le Sandefjord Fotball est un club norvégien de football basé à Sandefjord.

## Historique
- 1917 : fondation du club sous le nom de SK Frem Sandefjord
- 1918 : le club est renommé Sandefjord BK
- 1998 : le club est renommé Sandefjord Fotball

## Palmarès
- Coupe de Norvège
  - Finaliste : 1957, 1959, 2006

## Bilan saison par saison
| Saison | D1  | D2  | D3  |
| 2024   | 16e |     |     |
| 2023   | 13e |     |     |
| 2022   | 14e |     |     |
| 2021   | 10e |     |     |
| 2020   | 11e |     |     |
| 2019   |     | 2e  |     |
| 2018   | 16e |     |     |
| 2017   | 13e |     |     |
| 2016   |     | 2e  |     |
| 2015   | 16e |     |     |
| 2014   |     | 1er |     |
| 2013   |     | 8e  |     |
| 2012   |     | 3e  |     |
| 2011   |     | 3e  |     |
| 2010   | 16e |     |     |
| 2009   | 8e  |     |     |
| 2008   |     | 2e  |     |
| 2007   | 14e |     |     |
| 2006   | 9e  |     |     |
| 2005   |     | 2e  |     |
| 2004   |     | 4e  |     |
| 2003   |     | 3e  |     |
| 2002   |     | 3e  |     |
| 2001   |     | 7e  |     |
| 2000   |     | 11e |     |
| 1999   |     |     | 1er |

## Personnalités du club

### Effectif actuel (2024)
| N° | Nat.                   | Poste | Nom du joueur                             |
| -- | ---------------------- | ----- | ----------------------------------------- |
| 1  | Drapeau de la Finlande | G     | Hugo Keto                                 |
| 2  | Drapeau de la Norvège  | D     | Fredrik Berglie                           |
| 3  | Drapeau de la Norvège  | D     | Vetle Walle Egeli                         |
| 4  | Drapeau de la Norvège  | D     | Fredrik Carson Pedersen                   |
| 6  | Drapeau de la Norvège  | M     | Sander Risan Mørk                         |
| 7  | Drapeau de la Norvège  | A     | Eman Markovic (en prêt de l'IFK Göteborg) |
| 8  | Drapeau de la Suède    | M     | Aleksander Damnjanovic Nilsson            |
| 9  | Drapeau de la Norvège  | A     | Alexander Ruud Tveter                     |
| 10 | Drapeau de la Suisse   | M     | Loris Mettler                             |
| 11 | Drapeau de la Suède    | A     | Darrell Tibell                            |
| 14 | Drapeau de l'Irak      | A     | Danilo Al-Saed                            |
| 16 | Drapeau de la Norvège  | A     | Wally Njie                                |
| 17 | Drapeau de la Norvège  | D     | Christopher Cheng                         |

| No. | Nat.                  | Position | Nom du joueur             |
| --- | --------------------- | -------- | ------------------------- |
| 18  | Drapeau de la Suède   | M        | Filip Ottosson            |
| 20  | Drapeau de la Norvège | M        | Marcus Melchior           |
| 21  | Drapeau de la Syrie   | M        | Simon Amin                |
| 22  | Drapeau de la Norvège | D        | Martin Gjone              |
| 24  | Drapeau de la Norvège | M        | Sebastian Holm Mathisen   |
| 26  | Drapeau de la Norvège | D        | Filip Loftesnes-Bjune     |
| 27  | Drapeau de la Norvège | A        | Jakob Dunsby              |
| 29  | Drapeau de la Norvège | A        | Storm Bugge Pettersen     |
| 30  | Drapeau de la Norvège | G        | Alf Lukas Noel Grønneberg |
| 45  | Drapeau de la Norvège | A        | Beltran Mvuka             |
| 47  | Drapeau de la Norvège | D        | Stian Kristiansen         |
| 99  | Drapeau de la Gambie  | D        | Maudo Jarjué              |